# Garde républicaine irakienne
La Garde républicaine irakienne (arabe : حرس العراقي الجمهوري) est une branche des Forces armées irakiennes durant l'époque de la dictature de Saddam Hussein. Elle fut fondée en 1980 et ses objectifs déclarés étaient de maintenir la stabilité du régime baasiste et de le protéger contre les ennemis à la fois internes et externes. La Garde républicaine est dissoute après la chute du régime consécutive à l'invasion du pays en 2003.

## Historique
La Garde républicaine ont été les troupes d'élite de l'armée irakienne directement rattachées à Saddam Hussein, contrairement aux paramilitaires Fedayin Saddam et l'armée irakienne régulière, qui étaient sous les ordres de l'État major irakien.
Les membres de la Garde républicaine étaient facilement reconnaissables car ils portaient des bérets rouges ou marron au lieu du noir traditionnel de l'armée irakienne. Les membres de la Garde républicaine étaient mieux entraînés, disciplinés, équipés et payés que les soldats irakiens ordinaires.

### Conflit avec l'Iran
La Garde républicaine vit son baptême du feu lors de la guerre Iran-Irak (1980-1988) et comprenait 25 brigades. Alors que l'armée irakienne était en pleine débâcle sur le front, elle fut mobilisée et lança une offensive qui permit de reprendre le contrôle de la ville d'Al Faw et de forcer les Iraniens à battre en retraite, stabilisant ainsi le front.

### Guerre du Golfe

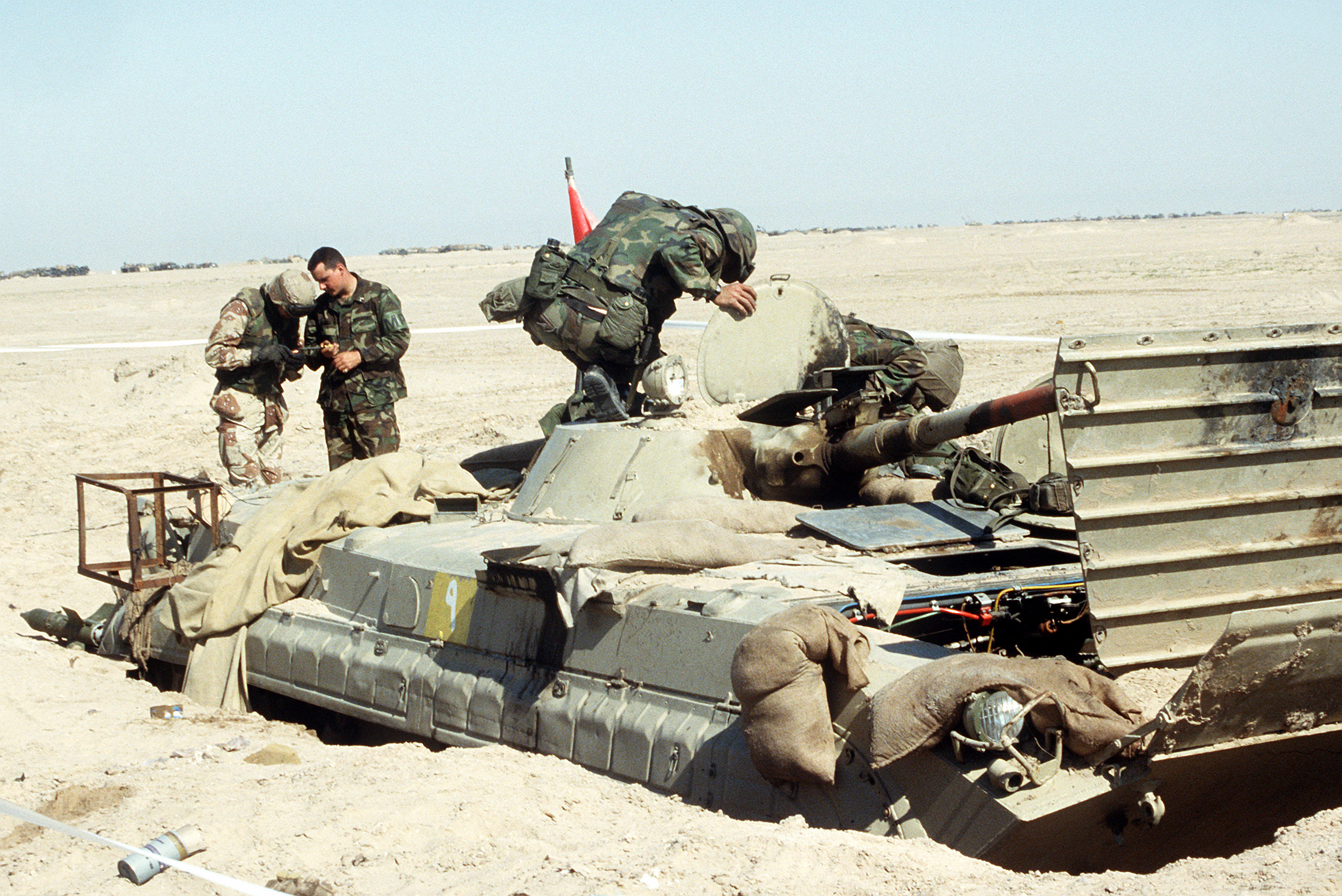
BMP-1 de la Garde républicaine abandonné durant l'opération Tempête du désert le 28 février 1991.

Le 2 août 1990, soutenues par l'armée régulière, quatre divisions de la Garde républicaine envahissent le Koweït pour s'en tenir à des objectifs bien précis : capturer les aéroports et les bases aériennes du pays, puis prendre le contrôle de la capitale koweïtienne. Elle comprenait alors près de 140 000 hommes et 1 500 chars, principalement des T-72. Son ordre de bataille était le suivant :
- 8e division de forces spéciales As Saiqa
- 1er corps de la Garde Républicaine
  -  1re division blindée Hammurabi
  -  2e division blindée al-Medinah al-Munawera
  -  3e division mécanisée Tawakalna ala-Allah
  - 4e division d'infanterie Al Faw
- 2e corps de la Garde Républicaine
  - 5e division d'infanterie Baghdad
  -  6e division d'infanterie Nebuchadnezzar
  - 7e division d'infanterie Adnan

Lors de l'opération Tempête du désert menée par la Coalition, elle subira d'importantes pertes (notamment pendant la bataille de 73 Easting les 26-27 février 1991) et se révèlera incapable de freiner la progression américano-britannique. Près de 300 chars de la Garde républicaine furent ainsi détruits.

### Insurrection de 1991
La Garde républicaine sera partie prenante de l'insurrection de 1991 où elle aura pour objectif de réprimer les soulèvements kurde dans le nord de l'Irak et chiite dans l'Est.

### Guerre d'Irak

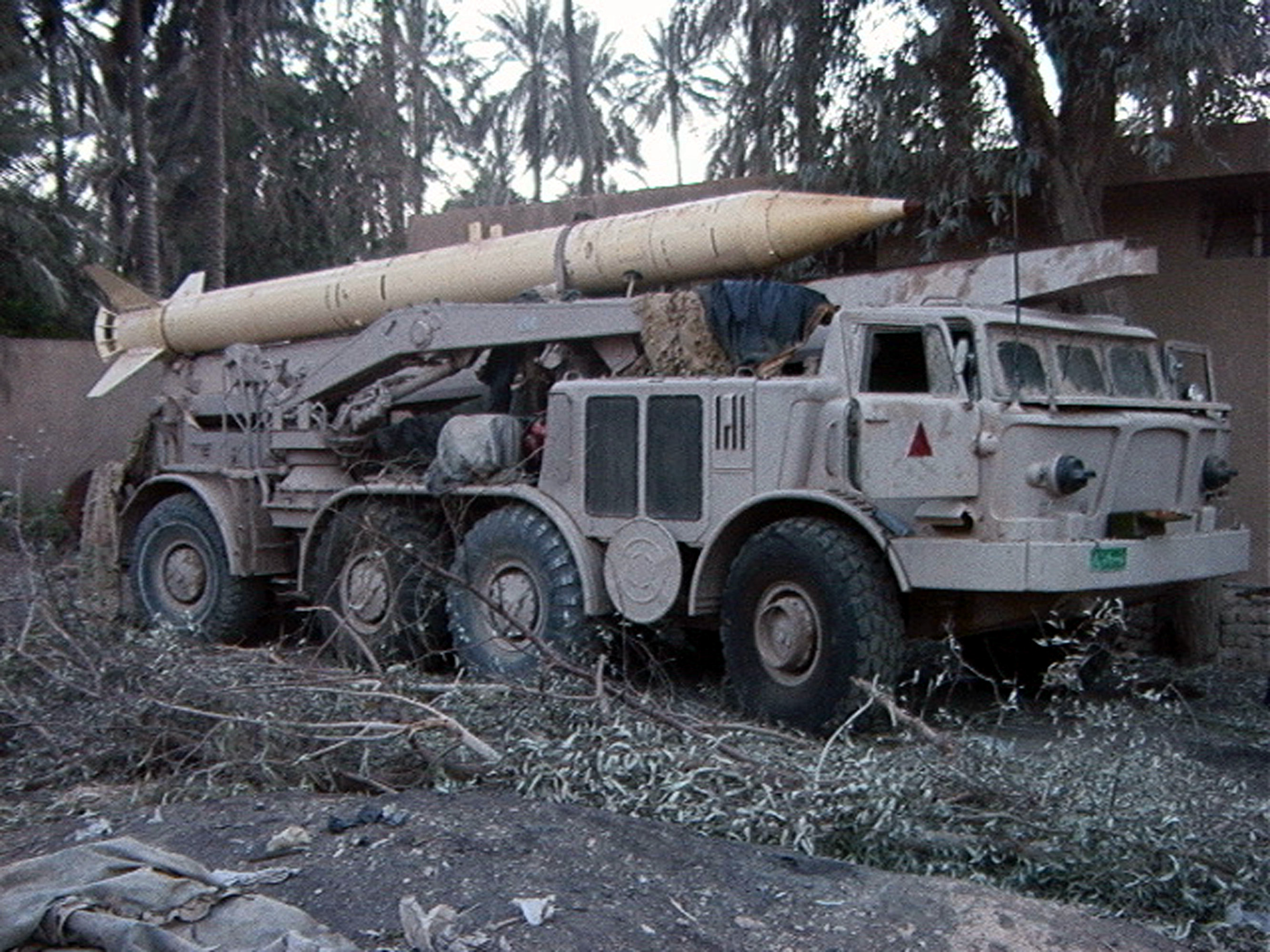
Lance-missiles FROG-7 capturé par les Marines américains le 11 avril 2003.

En 2003, lors de l'invasion de l'Irak, elle était constituée de 50 000 à 60 000 hommes et de 750 chars de combat T-72, y compris d'autres véhicules blindés et mécanisés. En décembre 2002, à la veille de la guerre, son ordre de bataille était le suivant :
- 1er corps de la Garde Républicaine (sud)
  -  2e division blindée al-Medinah al-Munawera
  - 5e division d'infanterie Baghdad
  - 7e division d'infanterie Adnan
- 2e corps de la Garde Républicaine (nord)
  -  1re division blindée Hammurabi
  -  6e division d'infanterie Nebuchadnezzar
  - Division blindée al-Needa
- Division de forces spéciales As Saiqa

Ses équipements étant dépassés face à ceux de la Coalition, la Garde républicaine, bien que livrant une résistance acharnée, sera écrasée par les Américains. Elle sera partie prenante lors de la bataille de Bagdad, qui dura du 3 avril au 12 avril 2003.
L'Autorité provisoire de la coalition, sous le commandement de Paul Bremer, la déclare officiellement dissoute le 23 mai.